# 画線法
画線法（かくせんほう）は、線を引くことによって線の本数で数を表現する方法である。

## 概要
通常見られる方法は、5を一つの塊として表記する方法である。たとえば、日本語などでは「正」の漢字を用いて5までの数を表現し、下方向あるいは右方向に「𝍲」「𝍳」「𝍴」「𝍵」「𝍶」と増加させることで表現する。5は人間の片手の指の総数と等しいため、指を使用して数える場合と同様な用途で用いられることもある。
日本での使用頻度は他の国と比較して高いが、日本語の文化圏では「画線法」という単語があるにもかかわらず、ほとんど認知されておらず、「正の文字で数える」などといった別の表現で言い表すことが多い。
通常、算用数字や漢数字を記入して物を数える場合、1増えるごとに前の数を消してから記入する必要があるが、画線法では前に記入した状態を消さずに線を1本加えることで数を増やしていくことが可能であるため、順次数を増加させて記載していくことが必要な場合に多く用いられる。一方、数が多くなると全体の長さが長くなり、現在の数字を把握できなくなるため、多い数の場合に用いることはほとんどない。表記された画線数を数える場合には、「5の倍数 + 端数」で数えることが多い。
画線法では端の位置を揃えることによって棒グラフのように見やすい表記が可能であるため、比較的個数の少ない物の総数を比較するときに多く用いられる。

## 表記方法

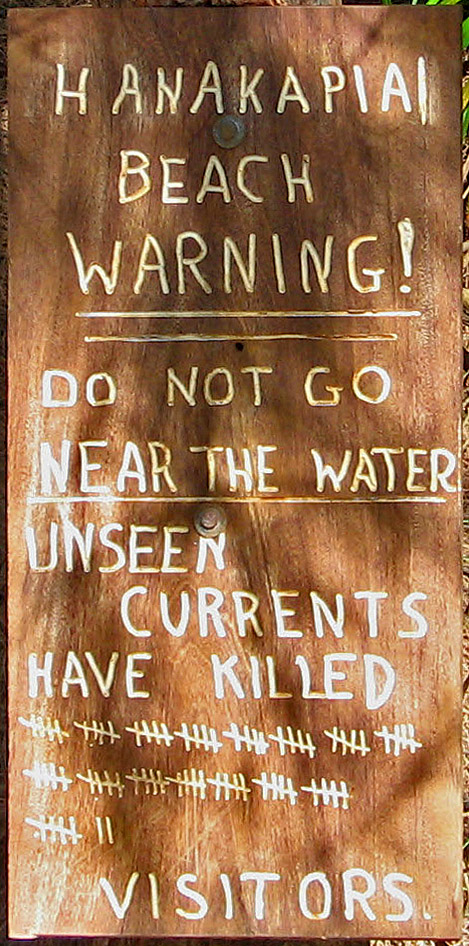
カウアイ島にある八十二の表記

5を塊とする方法
江戸時代の日本では「一」「二」「三」「王」「玉」が使われた。現在は、漢字で正しいを意味する「正」の漢字が用いられる。これは、同じ漢字圏である中国語や朝鮮語であっても同様である。漢字の書き順と同じ順序で数を表し、1は上の横棒「𝍲」、2は中央の縦棒「𝍳」、3は中央右の横棒「𝍴」、4は左側の縦棒「𝍵」、5は下の横棒「𝍶」である。一方、「正」の漢字の正しい書き順を知らずに間違って書くと他者が数値を勘違いしてしまうことがあり、問題となることがある。
欧米では、最初に縦線を4本書き「𝍷」「𝍷𝍷」「𝍷𝍷𝍷」「𝍷𝍷𝍷𝍷」、5本目を線上に重ねる形で左上から右下に書く「𝍸」ことで表す。場合によっては6から9まで縦に書き、十の場合には右上から左下に線上に重ねるようにして表す。
南米では〼のように最初に漢字の「口」の筆順で4まで表記し、5は左上の頂点から右下の頂点に線を引くことで表す。
5以外を塊とする方法
地域によって、5以外の数を塊とする表記も用いられる。
- 3 - 縦線を3本書く方法もあるが、見やすくするために、縦線2本の間に横線1本を入れて「H」の字形で示す方法もある。この場合、「H」の数を数えて、「3の倍数 + 端数」で数えることになる。
- 6 - 対角線を2つとして、「⊠」(口の中に×)で『6』まで数える方法。或いは、「 |||| 」と「＝」を合わせて縦線4本を横線2本が貫く方法。6は「片手の指の総数 + もう片手の指が一つ」と等しいため、⊠ が完成したら「もう片手の指が一つ加わったら、片手は拳」の数え方になる。この方法では、4に当たる「口」や「 |||| 」を4/6＝2/3として表現する。個数は、「⊠」や「縦線4本 + 横線2本」の数を数えて、「6の倍数 + 端数」で数えることになる。
- 十 - 「点4つ + 口の線4つ + 対角線を2つ」で『十』まで数える方法。あるいは、「⛤」(五芒星)を書き、その外周を「⬠」(五角形)で囲む方法。
- 十二 - 対角線を4つに分けて、「点4つ + 口の線4つ + 対角線を4つ」で『十二』まで数え、十二を「4の3倍」として表現する方法。十二まで数える方法では、9を「左上の＼」（左上の頂点から中心点まで線を引く）、十を「右上に／を追加」（右上の頂点から中心点まで線を引く）、十一は「左下に／を追加」（左下の頂点から中心点まで線を引く）、十二は「右下に＼を追加」して「⊠」(口の中に×)を完成させる。

日本、中華民国（台湾）、中国、韓国、北朝鮮での画線法
ヨーロッパ、オーストラリア、北アメリカでの画線法(英語で Tally と呼ばれる)
スペイン、アルゼンチン、ブラジル、チリでの画線法
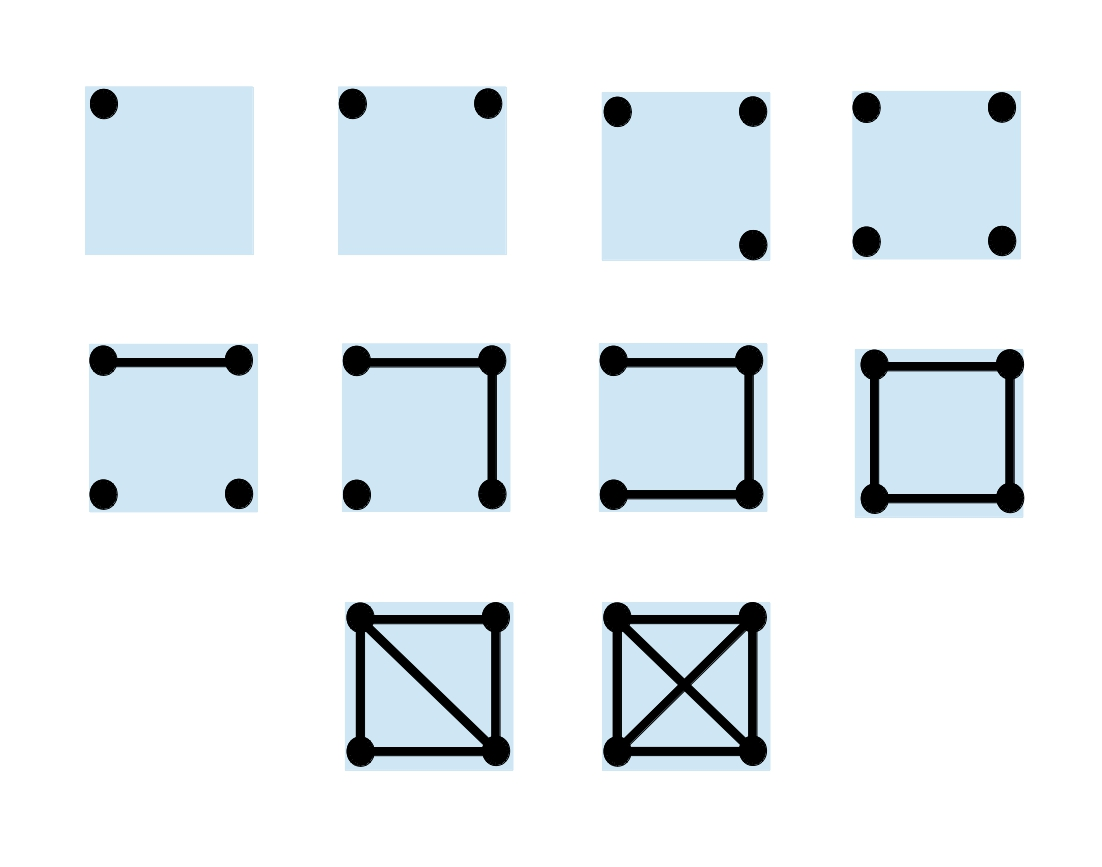
林業での画線法（対角線は2つとして、十まで数える）

## 使用法
パソコンで使用する場合は、文字コードに含まれていなかったため、長らく使用することができなかったが、2015年11月にケン・ランディによってUnicodeに登録申請され、2018年のUnicode 11で採用されたため、現在は一般の電子機器でも文字の表記として使用可能になっている。

## 日本語における主な用例
- 数え間違いを防ぐため、数を教えるときに使用する。
- 商店などで売り上げ個数の記録に使用する。
- ごく小規模な選挙などの投票結果の開票時に、黒板などに記載することでグラフのようにして表現する。

## 符号位置
| 記号 | Unicode | JIS X 0213 | 文字参照            | 名称                         |
| ---- | ------- | ---------- | ------------------- | ---------------------------- |
| 𝍲    | U+1D372 | -          | &#x1D372; &#119666; | IDEOGRAPHIC TALLY MARK ONE   |
| 𝍳    | U+1D373 | -          | &#x1D373; &#119667; | IDEOGRAPHIC TALLY MARK TWO   |
| 𝍴    | U+1D374 | -          | &#x1D374; &#119668; | IDEOGRAPHIC TALLY MARK THREE |
| 𝍵    | U+1D375 | -          | &#x1D375; &#119669; | IDEOGRAPHIC TALLY MARK FOUR  |
| 𝍶    | U+1D376 | -          | &#x1D376; &#119670; | IDEOGRAPHIC TALLY MARK FIVE  |
| 𝍷    | U+1D377 | -          | &#x1D377; &#119671; | TALLY MARK ONE               |
| 𝍸    | U+1D378 | -          | &#x1D378; &#119672; | TALLY MARK FIVE              |